# Živilė Raudonienė
Živilė Raudonienė (Alytus, 29 april 1982) is een Litouws fitness model, bodybuilder en professioneel worstelaarster die werkzaam was bij WWE als Aksana.

## Carrière
Voordat Raudonienė begon met worstelen, was ze een succesvol professioneel bodybuilder.

### World Wrestling Entertainment/WWE (2009-2014)

#### Opleidingsrooster (2009-2011)
Op 5 oktober 2009 maakte de World Wrestling Entertainment (WWE) bekend dat Raudonienė een contract had getekend en werd naar de Florida Championship Wrestling (FCW), een WWE-opleidingscentrum, verwezen om te trainen. Op 29 oktober 2009 maakte Raudonienė onder de ringnaam Olga haar debuut tijdens een house show van FCW in een Divas Halloween Costume contest. Een maand later, veranderde ze haar ringnaam naar Aksana en begon Eli Cottonwood te managen.
Op 15 januari 2010 maakte Aksana haar ringdebuut, ze teamde met AJ Lee, Savannah en Eve Torres om Serena Mancini, Naomi Night, Courtney Taylor en Liviana te verslaan.
Op 31 augustus 2010 was aangekondigd dat Raudonienė (als Aksana) deelnam aan het derde seizoen van NXT en Goldust was haar mentor. Tijdens de NXT-periode had Aksana twee opmerkelijke verhaallijnen; in de ene stal Aksana het Million Dollar Championship van Goldust, die hij daarvoor had gestolen van Ted DiBiase en de andere was, dat Aksana getrouwd was met haar mentor Goldust. Op 16 november 2010 werd Aksana geëlimineerd van de NXT-competitie en keerde ze terug naar de FCW.
Tijdens de NXT-opnames van 3 februari 2011, versloeg Aksana Rosa Mendes om de nieuwe Queen of FCW te worden. Tijdens de NXT-opnames van 7 april 2011 versloeg ze AJ om het FCW Divas Championship te winnen. Aksana is de eerste FCW-diva die gelijktijdig zowel de Queen of FCW alsook het FCW Divas Championship behield. Tijdens de NXT-opnames van 1 september 2011 verloor ze het Divas Championship aan Audrey Marie.

#### Hoofdrooster (2011-2014)
Op 5 augustus 2011 maakte Aksana haar officiële WWE-debuut als lid van het SmackDown-rooster, waar ze in een backstage segment zichzelf introduceerde aan de toenmalige General Manager Theodore Long. In het najaar van 2011 was ze meermaals backstage te zien terwijl ze Long probeerde te verleiden. Nadat Long ontslagen was als General Manager liet Aksana hem vallen en begon midden 2012 als verhallijn op tv een relatie met Antonio Cesaro. Een paar weken later maakte Cesaro publiekelijk een einde aan hun relatie.
op 12 juni 2014 maakte WWE bekend dat het diverse werknemers ontslagen heeft, hieronder viel ook Raudonienė

## In het worstelen
- Finishers
  - Divo Drop (FCW)
- Bijnamen
  - "Billion Dollar Baby"
- Managers
  - Maxine
  - Goldust
- Worstelaars gemanaged
  - Johnny Curtis
  - Eli Cottonwood
  - Maxine
  - Goldust
  - Damien Sandow
  - Lucky Cannon

## Prestaties
- Florida Championship Wrestling
  - FCW Divas Championship (1 keer)
  - Queen of FCW (1 keer, huidig)